# Estuaire du Saint-Laurent
Pour les articles homonymes, voir Saint-Laurent.
L'estuaire du Saint-Laurent est l'embouchure du fleuve Saint-Laurent. Situé dans l'Est du Canada, il s'étend du lac Saint-Pierre à l'île d'Anticosti où il se déverse dans le golfe du Saint-Laurent. D'une longueur de 755 km, il est le deuxième plus long estuaire du monde, derrière celui de l'Amazone (800 km).

## Géographie
L'estuaire du Saint-Laurent est subdivisé en trois sections : 
- L'estuaire fluvial, où l'effet de la marée commence à se manifester, parcourt environ 180 km, de Pointe-du-Lac à l'île d'Orléans inclusivement;
- L'estuaire moyen, où l'eau est saumâtre, parcourt environ 150 km, de l'aval de l'île d'Orléans à l'embouchure du fjord du Saguenay, à Tadoussac;
- L'estuaire maritime, où l'eau est salée, parcourt environ 430 km de la rivière Saguenay à la pointe occidentale de l'île d'Anticosti[2].

La proclamation royale de 1763 définit une ligne partant de la rivière Saint-Jean en passant par la pointe ouest de l'île d'Anticosti, jusqu'au cap des Rosiers, qui délimite la fin de l'estuaire du fleuve et le commencement du golfe du Saint-Laurent,.

## Caractéristiques physiques
L'estuaire du Saint-Laurent est caractérisé par un front salin situé à la pointe est de l'île d'Orléans. La zone de contact entre l'eau douce et l'eau salée correspond à une région de fortes concentrations de matière en suspensions à l'origine d'une zone de turbidité maximale d'une longueur variant de 70 à 120 km, en fonction du courant du fleuve. Cette zone de turbidité maximale est située entre l'ile d'Orléans, où la salinité est supérieure à 0 PSU, et l'ile aux Coudres, où la salinité est inférieure à 10 PSU. Les mécanismes de circulation estuarienne associés à ce milieu en font un site privilégié de production primaire et secondaire qui abrite de nombreux sites d'alevinage des poissons. La forte turbidité du milieu procure un refuge contre les prédateurs tandis que les larves sont maintenues dans des conditions optimales de température et de salinité,,. Les variations importantes de salinité et turbidité entrainent une grande diversité des conditions physicochimiques et des communautés planctoniques sur le fleuve. 

## Faune et flore
Depuis 2002, le ministère des Forêts, de la Faune et des Parcs du Québec a entrepris la réintroduction du bar rayé (Morone saxatilis) à partir de larves, de juvéniles et de reproducteurs issus de la rivière Miramichi au Nouveau-Brunswick. Bien qu'il s'agisse d'un projet d'ensemencement d'une nouvelle population de bars dans l'estuaire, le bar rayé était déjà présent au début du siècle dernier. La disparition de la population ancestrale de bar rayé dans les années 60 s'explique par les trop fortes pressions d'exploitation et la destruction de son habitat à cause de la construction de la voie maritime du Saint-Laurent. Depuis 2013, le ministère des Forêts, de la Faune et des Parcs a mis en place un suivi annuel des jeunes de l'année permettant de suivre le rétablissement de la nouvelle population. Le bar rayé est un poisson qui se déplace en banc, ce qui explique ces fréquentes mentions par les pêcheurs et la fausse idée que l'espèce serait très abondante dans le fleuve. La population de bar rayé du Saint-Laurent a été désignée «en voie de disparition» par le Comité sur la situation des espèces en péril au Canada et il demeure interdit de le pêcher dans l'estuaire du Saint-Laurent.
Le béluga du Saint-Laurent est une espèce emblématique de l'estuaire, mais bien d'autres espèces y sont présentes.
Dans un esprit de sciences citoyennes et de travail collaboratif, un recensement des poissons de l'estuaire est en cours, avec un guide d'identification téléchargeable.